# Back to You (Selena Gomez)
Back to You è un singolo della cantante statunitense Selena Gomez, pubblicato il 10 maggio 2018 come estratto dalla colonna sonora della seconda stagione della serie televisiva Tredici.

## Pubblicazione
Prima dell'annuncio ufficiale, la canzone è stata registrata su ASCAP e confermata da varie stazioni radiofoniche. Il 1º maggio 2018, la stessa Selena Gomez ha confermato l'uscita del singolo e la sua inclusione nella colonna sonora della seconda stagione della serie originale Netflix Tredici, della quale è anche produttore esecutivo. Si tratta della seconda canzone realizzata per la serie, dopo il singolo Only You, cover del gruppo musicale synth pop Yazoo, per la prima stagione. La cantante ha condiviso su Instagram delle foto provenienti dal videoclip, in seguito paragonate alle opere dell'artista Sarah Bahbah per via dei colori, sottotitoli e frasi simili. Inoltre, un remix del singolo prodotto da Riton e Kah-Lo è stato inserito in una compilation EDM di Interscope intitolata Helix, Vol. 2 e pubblicata il 17 luglio 2018.

## Composizione
Il brano è stato scritto da Amy Allen, Selena Gomez, Parrish Warrington, Diederik van Elsas e Micah Premnath. Trackside e Ian Kirkpatrick si sono occupati invece della produzione. In un'intervista con la stazione radio di Apple Music Beats 1, la cantante ha commentato così il pezzo: ''È una canzone molto speciale. Voglio che trasmetta un bel messaggio in un modo abbastanza complicato, ma davvero divertente.'' Si tratta di un brano pop suonato in chiave di Fa diesis maggiore a tempo di 102 battiti al minuto. La canzone è stata descritta come un'emotiva midtempo acustica con influenze country, ma anche come un «inno dance pop» ed una ballata di genere elettropop. Come i precedenti singoli della cantante, anche Back To You ha ricevuto critiche molto positive, con la rivista Rolling Stone che lo nomina 'singolo dell'estate'.

## Video musicale
Un lyric video con scene della seconda stagione di Tredici è stato pubblicato sul canale YouTube della cantante in concomitanza con la diffusione del brano, mentre su Spotify un video verticale esclusivo che include scene del dietro le quinte del videoclip ufficiale. Il videoclip, diretto da Scott Cudmore, è stato pubblicato il 5 giugno 2018. Secondo diverse teorie, le riprese si ispirano al film della Nouvelle Vague del 1965 Il bandito delle 11. L'apertura del video mostra Selena in uno stile vintage anni sessanta mentre si annoia a una festa e si innamora di un ragazzo altrettanto annoiato dall'altra parte della stanza. I due decidono di rubare una macchina e andare via insieme dal party, per poi scoprire di essere ricercati per il furto della vettura e decidere di darle fuoco. La conversazione della coppia viene ritratta con i sottotitoli come fosse un film muto, trasformando così il videoclip in una commedia romantica ironica e surreale. Il video termina col ritorno alla festa e il ciclo del racconto pronto a ricominciare da capo con la stessa dinamica.

## Successo commerciale
La canzone ha raggiunto la top 10 in vari Paesi come Australia, Austria, Finlandia, Paesi Bassi, Norvegia e Slovacchia e la top 20 in Belgio, Danimarca, Germania, Svizzera, Svezia e Regno Unito. Negli Stati Uniti ha raggiunto la 18ª posizione ed è diventata la quindicesima top 40 consecutiva e la dodicesima top 20 all'interno della Billboard Hot 100.

## Riconoscimenti
Teen Choice Awards
- 2018 – Vinto – Choice Summer Song ‒ Back to You[39]

## Tracce
- Download digitale[40]

1. Back to You – 3:27

- Riton and Kah-Lo remix[41]

1. Back to You (Riton & Kah-Lo Remix) – 2:58

- Joey Pecoraro remix[42]

1. Back to You (Joey Pecoraro Remix) – 3:46

- Anki remix[43]

1. Back to You (Anki Remix) – 4:14

## Classifiche

### Classifiche settimanali
| Classifica (2018) | Posizione massima |
| ----------------- | ----------------- |
| Australia         | 4                 |
| Austria           | 8                 |
| Belgio (Fiandre)  | 10                |
| Belgio (Vallonia) | 37                |
| Canada            | 4                 |
| Danimarca         | 12                |
| Finlandia         | 8                 |
| Francia           | 51                |
| Germania          | 19                |
| Irlanda           | 4                 |
| Italia            | 49                |
| Libano            | 7                 |
| Norvegia          | 10                |
| Nuova Zelanda     | 8                 |
| Paesi Bassi       | 5                 |
| Polonia           | 5                 |
| Portogallo        | 8                 |
| Regno Unito       | 13                |
| Repubblica Ceca   | 3                 |
| Singapore         | 3                 |
| Slovacchia        | 2                 |
| Slovenia          | 13                |
| Spagna            | 44                |
| Stati Uniti       | 18                |
| Svezia            | 14                |
| Svizzera          | 20                |
| Ungheria          | 3                 |

### Classifiche di fine anno
| Classifica (2018) | Posizione |
| ----------------- | --------- |
| Australia         | 58        |
| Austria           | 46        |
| Belgio (Fiandre)  | 25        |
| Canada            | 32        |
| Croazia           | 47        |
| Danimarca         | 82        |
| Estonia           | 47        |
| Islanda           | 35        |
| Paesi Bassi       | 63        |
| Polonia           | 38        |
| Stati Uniti       | 41        |
| Svezia            | 74        |
| Svizzera          | 100       |
| Ungheria          | 37        |

## Date di pubblicazione
| Paese       | Data di pubblicazione | Formato                | Etichetta  | Note   |
| ----------- | --------------------- | ---------------------- | ---------- | ------ |
| Mondo       | 10 maggio 2018        | Download digitale      | Interscope | [ 70 ] |
| Stati Uniti | 15 maggio 2018        | Contemporary hit radio | Interscope | [ 71 ] |